# Persone di nome Emil
| Questa pagina contiene informazioni ricavate automaticamente dalle voci biografiche con l'ausilio del template Bio e di un bot. L'aggiornamento è periodico e automatico e ricostruisce completamente la pagina. Se manca una persona in questa lista, sei pregato di non aggiungerla, ma accertati piuttosto che la sua voce biografica contenga il template Bio e che i dati anagrafici siano correttamente compilati. Se il template Bio manca, inseriscilo tu stesso o, in alternativa, metti l'avviso {{tmp\|Bio}} che ne segnala la mancanza. Se i dati riportati sono sbagliati, correggi direttamente la voce biografica; le modifiche saranno visibili in questa lista entro pochi giorni. Per chiarimenti vedi il progetto antroponimi. La lista contiene solo le 284 persone che sono citate nell'enciclopedia e per le quali è stato implementato correttamente il template Bio. Pagina aggiornata al 22 lug 2025. |

Questa è una lista di persone presenti nell'enciclopedia che hanno il nome Emil, suddivise per attività principale.

## Allenatori di calcio(2)
- Emil Gröner, allenatore di calcio e calciatore tedesco (Stoccarda, n. 1892 - † 1944)
- Emil Săndoi, allenatore di calcio e ex calciatore rumeno (Craiova, n. 1965)

## Allenatori di pallacanestro(1)
- Emil Rajković, allenatore di pallacanestro e ex cestista macedone (Skopje, n. 1978)

## Alpinisti(2)
- Emil Solleder, alpinista tedesco (Monaco di Baviera, n. 1899 - Meije, † 1931)
- Emil Zsigmondy, alpinista austriaco (Vienna, n. 1861 - Meije, † 1885)

## Altisti(1)
- Emil Freymark, altista statunitense (St. Louis, n. 1879 - St. Louis, † 1936)

## Anarchici(1)
- Max Hödel, anarchico tedesco (Lipsia, n. 1857 - Berlino, † 1878)

## Anatomisti(1)
- Emil Zuckerkandl, anatomista ungherese (Győr, n. 1849 - Vienna, † 1910)

## Architetti(6)
- Emil Belluš, architetto slovacco (Slovenská Ľupča, n. 1899 - Bratislava, † 1979)
- Emil Fahrenkamp, architetto tedesco (Aquisgrana, n. 1885 - Düsseldorf, † 1966)
- Emil Hinkó, architetto, calciatore e allenatore di calcio ungherese (Budapest, n. 1901 - Fortaleza, † 2002)
- Emil Victor Langlet, architetto svedese (Svezia, n. 1824 - † 1898)
- Emil Steffann, architetto tedesco (Gadderbaum, n. 1899 - Bonn, † 1968)
- Emil Vogt, architetto svizzero (Lucerna, n. 1863 - Lucerna, † 1936)

## Astronomi(2)
- Emil Buchar, astronomo cecoslovacco (Horní Nová Ves, n. 1901 - Příbram, † 1979)
- Emil Ernst, astronomo tedesco (Newark, n. 1889 - Münster, † 1942)

## Attori(7)
- Emil Albes, attore e regista tedesco (Pyrmont, n. 1861 - Berlino, † 1923)
- Emil Botta, attore e poeta rumeno (Adjud, n. 1911 - Bucarest, † 1977)
- Emil Jannings, attore tedesco (Rorschach, n. 1884 - Strobl, † 1950)
- Emil Lind, attore e regista austriaco (Vienna, n. 1872 - Vienna, † 1948)
- Emil Reinke, attore e disc jockey tedesco (Berlino, n. 1990)
- Emil Wolk, attore e baritono statunitense (New York, n. 1944)
- Emil von Schönfels, attore tedesco (Berlino, n. 2002)

## Aviatori(2)
- Emil Lang, aviatore e ufficiale tedesco (Leibertingen, n. 1909 - Overhespen, † 1944)
- Emil Thuy, aviatore e ufficiale tedesco (Hagen, n. 1894 - Smolensk, † 1930)

## Banchieri(1)
- Emil Georg von Stauß, banchiere tedesco (Baiersbronn, n. 1877 - Berlino, † 1942)

## Bassi-baritoni(1)
- Emil Scaria, basso-baritono austriaco (Graz, n. 1838 - Blesewitz, † 1886)

## Biatleti(1)
- Emil Hegle Svendsen, ex biatleta e ex fondista norvegese (Trondheim, n. 1985)

## Biochimici(1)
- Emil Abderhalden, biochimico svizzero (Oberuzwil, n. 1877 - Zurigo, † 1950)

## Biologi(2)
- Willi Hennig, biologo, entomologo e zoologo tedesco (Dürrhennersdorf, n. 1913 - Ludwigsburg, † 1976)
- Emil Racoviță, biologo, zoologo e speleologo rumeno (Iași, n. 1868 - Cluj-Napoca, † 1947)

## Bobbisti(3)
- Emil Angelescu, bobbista rumeno
- Emil Diener, bobbista svizzero
- Emil Hinterfeld, bobbista tedesco

## Botanici(2)
- Oskar von Kirchner, botanico tedesco (Breslavia, n. 1851 - Venezia, † 1925)
- Walter Migula, botanico polacco (Żyrowa, n. 1863 - Eisenach, † 1938)

## Cantanti(1)
- Emil Chau, cantante, compositore e attore hongkonghese (Hong Kong, n. 1960)

## Cantautori(1)
- Loney, Dear, cantautore e polistrumentista svedese

## Cardinali(1)
- Emil Paul Tscherrig, cardinale, arcivescovo cattolico e diplomatico svizzero (Unterems, n. 1947)

## Cestisti(9)
- Emil Assad Rached, cestista brasiliano (Vera Cruz, n. 1943 - Campinas, † 2009)
- Emil Göing, cestista tedesco (Hannover, n. 1912 - Usingen, † 1994)
- Emil Jonov, ex cestista bulgaro (Vǎlčedrǎm, n. 1961)
- Emil Logar, ex cestista jugoslavo (Lubiana, n. 1940)
- Emil Lohbeck, cestista tedesco (Sprockhövel, n. 1905 - Berlino, † 1944)
- Emil Mihajlov, cestista bulgaro (Sofia, n. 1943 - † 2010)
- Emil Niculescu, cestista rumeno (n. 1932 - † 2014)
- Emil Savić, cestista croato (Zagabria, n. 1998)
- Emil Velenský, cestista cecoslovacco (Chrudim, n. 1920 - † 2003)

## Chimici(2)
- Emil Abel, chimico austriaco (Vienna, n. 1875 - Londra, † 1958)
- Emil Ehrensberger, chimico tedesco (Babenhausen, n. 1858 - Traunstein, † 1940)

## Chirurghi(1)
- Emil Theodor Kocher, chirurgo svizzero (Berna, n. 1841 - Berna, † 1917)

## Chitarristi(1)
- Emil Nödtveidt, chitarrista, bassista e tastierista svedese (Uddevalla, n. 1976)

## Ciclisti su strada(4)
- Emil Dima, ciclista su strada rumeno (Cristian, n. 1997)
- Emil Herzog, ciclista su strada e mountain biker tedesco (Weiler-Simmerberg, n. 2004)
- Emil Kijewski, ciclista su strada tedesco (Hombruch, n. 1911 - Dortmund, † 1989)
- Emil Vinjebo, ex ciclista su strada danese (Gadstrup, n. 1994)

## Compositori(4)
- Emil Frey, compositore e pianista svizzero (Baden, n. 1889 - Zurigo, † 1946)
- Emil Hartmann, compositore danese (Copenaghen, n. 1836 - Copenaghen, † 1898)
- Emil Komel, compositore sloveno (Gorizia, n. 1875 - Gorizia, † 1960)
- Emil von Reznicek, compositore e direttore d'orchestra austriaco (Vienna, n. 1860 - Berlino, † 1945)

## Compositori di scacchi(1)
- Emil Palkoska, compositore di scacchi boemo (Velké Přílepy, n. 1871 - Praga, † 1955)

## Direttori d'orchestra(3)
- Emil Paur, direttore d'orchestra austriaco (Czernowitz, n. 1855 - Frýdek-Místek, † 1932)
- Emil Tabakov, direttore d'orchestra, compositore e contrabbassista bulgaro (n. 1947)
- Emil Čakărov, direttore d'orchestra bulgaro (Burgas, n. 1948 - Parigi, † 1991)

## Dirigenti sportivi(1)
- Emil Kostadinov, dirigente sportivo e ex calciatore bulgaro (Sofia, n. 1967)

## Discoboli(2)
- Emil Magnusson, discobolo svedese (Lund, n. 1887 - Malmö, † 1933)
- Emil Vladimirov, ex discobolo bulgaro (Vidin, n. 1952)

## Drammaturghi(1)
- Emil František Burian, drammaturgo, poeta e giornalista cecoslovacco (Plzeň, n. 1904 - Praga, † 1959)

## Economisti(1)
- Emil Sax, economista austriaco (Jauernig, n. 1845 - Volosca, † 1927)

## Editori musicali(1)
- Emil Hertzka, editore musicale ungherese (Budapest, n. 1869 - Vienna, † 1932)

## Epigrafisti(1)
- Emil Szántó, epigrafista e storico austriaco (Vienna, n. 1857 - Vienna, † 1904)

## Esploratori(1)
- Emil Holub, esploratore, cartografo e etnografo ceco (Holice, n. 1847 - Vienna, † 1902)

## Filologi(1)
- Emil Ermatinger, filologo tedesco (Sciaffusa, n. 1873 - Zurigo, † 1953)

## Filosofi(1)
- Emil Lask, filosofo tedesco (Wadowice, n. 1875 - Turza Mała, † 1915)

## Fisici(3)
- Emil Konopinski, fisico statunitense (Michigan City, n. 1911 - Bloomington, † 1990)
- Emil Warburg, fisico tedesco (distretto di Altona, Ducato di Holstein, n. 1846 - Bayreuth, Repubblica di Weimar, † 1931)
- Emil Wolf, fisico ceco (Praga, n. 1922 - Rochester, † 2018)

## Fisiologi(2)
- Emil Du Bois-Reymond, fisiologo tedesco (Berlino, n. 1818 - Berlino, † 1896)
- Emil Osann, fisiologo tedesco (Weimar, n. 1787 - Berlino, † 1842)

## Fisioterapisti(1)
- Emil Vodder, fisioterapista danese (Copenaghen, n. 1896 - Copenaghen, † 1986)

## Fondisti(1)
- Emil Iversen, fondista norvegese (n. 1991)

## Fotografi(1)
- Emil Otto Hoppé, fotografo tedesco (Monaco di Baviera, n. 1878 - Londra, † 1972)

## Fumettiste(1)
- Emil Ferris, fumettista statunitense (Chicago, n. 1962)

## Generali(3)
- Emil Bodnăraș, generale, agente segreto e politico rumeno (Iaslovăț, n. 1904 - Bucarest, † 1976)
- Emil Leeb, generale tedesco (Passavia, n. 1881 - Monaco di Baviera, † 1969)
- Emil Uzelac, generale e aviatore croato (Komárno, n. 1867 - Petrinja, † 1954)

## Geologi(1)
- Emil Tietze, geologo austriaco (Breslavia, n. 1845 - Vienna, † 1931)

## Ginnasti(7)
- Emil Beyer, ginnasta e multiplista statunitense (New York, n. 1876 - Rockville Centre, † 1934)
- Marius Eriksen, ginnasta norvegese (Barbu, n. 1886 - Oslo, † 1950)
- Emil Rothe, ginnasta e multiplista statunitense (Chicago, n. 1884 - Chicago, † 1966)
- Emil Röthong, ginnasta tedesco (Mulhouse, n. 1878 - Mulhouse, † 1970)
- Emil Schwegler, ginnasta e multiplista statunitense (Svizzera, n. 1879 - Janesville, † 1968)
- Emil Soravuo, ginnasta finlandese (Espoo, n. 1997)
- Emil Voigt, ginnasta e multiplista statunitense (Missouri, n. 1879 - Dearborn, † 1946)

## Giocatori di baseball(1)
- Emil Liston, giocatore di baseball, allenatore di baseball e allenatore di pallacanestro statunitense (Stockton, n. 1890 - Baldwin City, † 1949)

## Giocatori di calcio a 5(2)
- Emil Nessjøen, giocatore di calcio a 5 e ex calciatore norvegese (n. 1991)
- Emil Răducu, giocatore di calcio a 5 romeno (Bucarest, n. 1984)

## Giocatori di football americano(2)
- E.J. Holub, giocatore di football americano statunitense (Schulenburg, n. 1938 - † 2019)
- Emil Knutsson, giocatore di football americano svedese

## Giornalisti(1)
- Emil Eichhorn, giornalista e politico tedesco (Chemnitz, n. 1863 - Berlino, † 1925)

## Giuristi(1)
- Emil Albert Friedberg, giurista e storico tedesco (Chojnice, n. 1837 - Lipsia, † 1910)

## Hockeisti su ghiaccio(1)
- Emil Bergman, hockeista su ghiaccio svedese (Oppala, n. 1908 - Johanneshov, † 1975)

## Illustratori(2)
- Emil Doepler, illustratore, grafico e araldista tedesco (Monaco di Baviera, n. 1855 - Berlino, † 1922)
- Emil Preetorius, illustratore e scenografo tedesco (Magonza, n. 1883 - Monaco di Baviera, † 1973)

## Imprenditori(3)
- Emil Jellinek, imprenditore e diplomatico austriaco (Lipsia, n. 1853 - Ginevra, † 1918)
- Emil Kirdorf, imprenditore tedesco (Mettmann, n. 1847 - Mülheim an der Ruhr, † 1938)
- Emil Škoda, imprenditore boemo (Cheb, n. 1839 - Selzthal, † 1900)

## Ingegneri(5)
- Emil Mörsch, ingegnere tedesco (Reutlingen, n. 1872 - Weil im Dorf, † 1950)
- Emil Rathenau, ingegnere e imprenditore tedesco (Berlino, n. 1838 - Berlino, † 1915)
- Emil Strub, ingegnere e inventore svizzero (Trimbach, n. 1858 - † 1909)
- Emil Winkler, ingegnere tedesco (Torgau, n. 1835 - Berlino, † 1888)
- Emil Ziehl, ingegnere e imprenditore tedesco (n. 1873 - † 1939)

## Karateka(1)
- Emil Pavlov, karateka macedone (Chtip, n. 1992)

## Linguisti(1)
- Emil Krebs, linguista e sinologo tedesco (Freiburg, n. 1867 - Berlino, † 1930)

## Lottatori(1)
- Emil Väre, lottatore finlandese (Kärkölä, n. 1885 - Kärkölä, † 1974)

## Matematici(4)
- Emil Artin, matematico austriaco (Vienna, n. 1898 - Amburgo, † 1962)
- Emil Hilb, matematico tedesco (Stoccarda, n. 1882 - Würzburg, † 1929)
- Emil Müller, matematico austriaco (Lanškroun, n. 1861 - Vienna, † 1927)
- Emil Leon Post, matematico e logico statunitense (Augustów, n. 1897 - New York, † 1954)

## Medici(3)
- Emil Adolf von Behring, medico, fisiologo e batteriologo tedesco (Hansdorf, n. 1854 - Marburgo, † 1917)
- Emil Grubbe, medico statunitense (Chicago, n. 1875 - Chicago, † 1960)
- Emil Pfeiffer, medico tedesco (Wiesbaden, n. 1846 - Wiesbaden, † 1921)

## Mezzofondisti(4)
- Emil Breitkreutz, mezzofondista statunitense (Wausau, n. 1883 - San Gabriel, † 1972)
- Emil Voigt, mezzofondista britannico (Ardwick, n. 1883 - Auckland, † 1973)
- Edvin Wide, mezzofondista svedese (Kimito, n. 1896 - Stoccolma, † 1996)
- Emil Zátopek, mezzofondista e maratoneta cecoslovacco (Kopřivnice, n. 1922 - Praga, † 2000)

## Micologi(1)
- Emil Christian Hansen, micologo danese (Ribe, n. 1842 - Hornbæk, † 1909)

## Militari(6)
- Emil Frey, militare, politico e ambasciatore svizzero (Arlesheim, n. 1838 - Arlesheim, † 1922)
- Emil Haussmann, militare e agente segreto tedesco (Ravensburg, n. 1910 - Norimberga, † 1947)
- Emil Mazuw, militare tedesco (Essen, n. 1900 - Karlsruhe, † 1987)
- Emil Muller, militare tedesco (Karlsruhe)
- Otto Rasch, militare, poliziotto e criminale di guerra tedesco (Friedrichsruh, n. 1891 - Wehrstedt, † 1948)
- Emil Vesa, militare e aviatore finlandese (Viipuri, n. 1912 - Säkylä, † 1964)

## Mineralogisti(1)
- Emil Cohen, mineralogista tedesco (Jutland, n. 1842 - † 1905)

## Musicisti(1)
- Emil Schult, musicista, pittore e paroliere tedesco (Dessau, n. 1946)

## Musicologi(1)
- Emil Vogel, musicologo tedesco (Wriezen, n. 1859 - Nikolassee, † 1908)

## Naturalisti(1)
- Emil Adolf Rossmässler, naturalista e politico tedesco (Lipsia, n. 1806 - Lipsia, † 1867)

## Numismatici(1)
- Emil Bahrfeldt, numismatico tedesco (Prenzlau, n. 1850 - Berlino, † 1929)

## Nuotatori(3)
- Emil Girl, nuotatore e pallanuotista cecoslovacco (Praga, n. 1900)
- Emil Rausch, nuotatore tedesco (Berlino, n. 1883 - Berlino Ovest, † 1954)
- Emil Tahirovič, ex nuotatore sloveno (Ivančna Gorica, n. 1979)

## Orientalisti(1)
- Emil Kautzsch, orientalista tedesco (Plauen, n. 1841 - Halle, † 1910)

## Paleontologi(1)
- Emil Kuhn-Schnyder, paleontologo svizzero (Zurigo, n. 1905 - Zurigo, † 1994)

## Pallamanisti(1)
- Emil Juracka, pallamanista austriaco (Vienna, n. 1912 - Toshchitsa, † 1944)

## Pallanuotisti(3)
- Emil Benecke, pallanuotista tedesco (Magdeburgo, n. 1898 - Riga, † 1945)
- Emil Bildstein, pallanuotista tedesco (Monaco di Baviera, n. 1931 - Mülheim an der Ruhr, † 2021)
- Emil Mureșan, pallanuotista rumeno (Mediaș, n. 1939)

## Patologi(1)
- Emil Ponfick, patologo tedesco (Francoforte sul Meno, n. 1844 - Breslavia, † 1913)

## Patrioti(1)
- Emil Dessewffy, patriota ungherese (Eperjes, n. 1814 - Bratislava, † 1866)

## Pesisti(1)
- Emil Hirschfeld, pesista e discobolo tedesco (Danzica, n. 1903 - Berlino, † 1968)

## Pianisti(1)
- Emil von Sauer, pianista e compositore tedesco (Amburgo, n. 1862 - Vienna, † 1942)

## Piloti di rally(2)
- Emil Bergkvist, pilota di rally svedese (Torsåker, n. 1994)
- Emil Lindholm, pilota di rally finlandese (Helsinki, n. 1996)

## Pittori(6)
- Emil Adam, pittore tedesco (Monaco di Baviera, n. 1843 - Monaco di Baviera, † 1924)
- Emil Nolde, pittore danese (Nolde, n. 1867 - Seebüll, † 1956)
- Rolf Nesch, pittore norvegese (Oberesslingen am Neckar, n. 1893 - Oslo, † 1975)
- Emil Orlik, pittore, fotografo e artigiano boemo (Praga, n. 1870 - Berlino, † 1932)
- Emil Schumacher, pittore tedesco (Hagen, n. 1912 - Sant Josep de sa Talaia, † 1999)
- Emil Åberg, pittore, incisore e illustratore svedese (Uppsala, n. 1864 - Sollentuna, † 1940)

## Poeti(4)
- Emil Ábrányi, poeta, giornalista e critico letterario ungherese (Pest, n. 1851 - Szentendre, † 1920)
- Emil Dorian, poeta, scrittore e medico rumeno (n. 1893 - † 1956)
- Jaroslav Vrchlický, poeta, critico letterario e editore ceco (Louny, n. 1853 - Domažlice, † 1912)
- Emil Zilliacus, poeta finlandese (Tammerfors, n. 1878 - Helsingfors, † 1961)

## Politici(10)
- Emil Bobu, politico rumeno (Vârfu Câmpului, n. 1927 - Bucarest, † 2014)
- Emil Boc, politico e avvocato rumeno (Mărgău, n. 1966)
- Emil Constantinescu, politico e geologo rumeno (Tighina, n. 1939)
- Emil Remigius Frey, politico svizzero (Basilea, n. 1803 - Arlesheim, † 1889)
- Emil Hácha, politico e avvocato cecoslovacco (Trhové Sviny, n. 1872 - Praga, † 1945)
- Emil Jónsson, politico islandese (n. 1902 - † 1986)
- Fritz Lange, politico tedesco (Berlino, n. 1898 - Berlino, † 1981)
- Emil Maurice, politico e generale tedesco (Westermoor, n. 1897 - Monaco di Baviera, † 1972)
- Emil Stang, politico norvegese (Oslo, n. 1834 - Oslo, † 1912)
- Emil Welti, politico e militare svizzero (Zurzach, n. 1825 - Berna, † 1899)

## Psichiatri(1)
- Emil Kraepelin, psichiatra e psicologo tedesco (Neustrelitz, n. 1856 - Monaco di Baviera, † 1926)

## Pubblicitari(1)
- Lucian Bernhard, pubblicitario tedesco (Bad Cannstatt, n. 1883 - New York, † 1972)

## Pugili(2)
- Emil Schulz, pugile tedesco (Kaiserslautern, n. 1938 - Kaiserslautern, † 2010)
- Emil Čuprenski, pugile bulgaro (Sofia, n. 1960 - † 2025)

## Registi(3)
- Anthony Mann, regista e attore teatrale statunitense (San Diego, n. 1906 - Berlino, † 1967)
- Emil Artur Longen, regista, drammaturgo e pittore ceco (Pardubice, n. 1885 - Benešov, † 1936)
- Emil Vladimirovici Loteanu, regista sovietico (Clocușna, n. 1936 - Mosca, † 2003)

## Scacchisti(3)
- Emil Joseph Diemer, scacchista e giornalista tedesco (Radolfzell, n. 1908 - Gengenbach, † 1990)
- Emil Schallopp, scacchista tedesco (Friesack, n. 1843 - Berlino, † 1919)
- Emil Sutovskij, scacchista israeliano (Baku, n. 1977)

## Schermidori(2)
- Emil Fick, schermidore svedese (Landskrona, n. 1863 - Stoccolma, † 1930)
- Emil Ochyra, schermidore polacco (Rozbórz, n. 1936 - Varsavia, † 1980)

## Sciatori alpini(6)
- Emil Holmeide Blattmann, ex sciatore alpino norvegese (n. 1990)
- Emil Jansson, ex sciatore alpino svedese (n. 1991)
- Emil Johansson, ex sciatore alpino svedese (n. 1988)
- Emil Bjørtomt Kristiansen, ex sciatore alpino norvegese (n. 1990)
- Emil Nyberg, sciatore alpino svedese (n. 2003)
- Emil Pettersson, sciatore alpino svedese (n. 2002)

## Scienziati(1)
- Emil von Dungern, scienziato tedesco (Würzburg, n. 1867 - Ludwigshafen am Bodensee, † 1961)

## Scrittori(4)
- Emil Gârleanu, scrittore rumeno (Iași, n. 1878 - Craiova, † 1914)
- Erich Kästner, scrittore, giornalista e critico teatrale tedesco (Dresda, n. 1899 - Monaco di Baviera, † 1974)
- Emil Ludwig, scrittore e giornalista tedesco (Breslavia, n. 1881 - Moscia, † 1948)
- Emil Tode, scrittore estone (Tallinn, n. 1962)

## Scultori(1)
- Emil Manz, scultore tedesco (Ratisbona, n. 1880 - Wolfratshausen, † 1945)

## Snowboarder(1)
- Emil Zulian, snowboarder italiano (Cavalese, n. 1997)

## Sollevatori(1)
- Emil Kliment, sollevatore austriaco (Vienna, n. 1879 - Vienna, † 1965)

## Statistici(1)
- Emil Julius Gumbel, statistico tedesco (Monaco di Baviera, n. 1891 - New York, † 1966)

## Storici(4)
- Emil Dürr, storico svizzero (Bözingen, n. 1883 - Basilea, † 1934)
- Emil Gottlieb Friedländer, storico e numismatico tedesco (Berlino, n. 1805 - † 1878)
- Emil Ritterling, storico e archeologo tedesco (Lipsia, n. 1861 - Wiesbaden, † 1928)
- Emil Schürer, storico e teologo tedesco (Augusta, n. 1844 - Gottinga, † 1910)

## Storici dell'arte(1)
- Emil Kaufmann, storico dell'arte e storico dell'architettura austriaco (Vienna, n. 1891 - Cheyenne, † 1953)

## Tennisti(1)
- Emil Ruusuvuori, tennista finlandese (Helsinki, n. 1999)

## Teologi(3)
- Emil Bock, teologo tedesco (Barmen, n. 1895 - Stoccarda, † 1959)
- Emil Fackenheim, teologo, filosofo e educatore tedesco (Halle, n. 1916 - Gerusalemme, † 2003)
- Martin Niemöller, teologo e pastore protestante tedesco (Lippstadt, n. 1892 - Wiesbaden, † 1984)

## Tiratori a segno(3)
- Emil Grünig, tiratore a segno svizzero (Krattigen, n. 1915 - Kriens, † 1994)
- Emil Kellenberger, tiratore a segno svizzero (Walzenhausen, n. 1864 - Walzenhausen, † 1943)
- Emil Milev, tiratore a segno bulgaro (Sofia, n. 1968)

## Velisti(1)
- Emil Henriques, velista svedese (Norrköping, n. 1883 - Stoccolma, † 1957)

## Vescovi cattolici(1)
- Emil Stehle, vescovo cattolico tedesco (Mühlhausen, n. 1926 - Costanza, † 2017)

## Violinisti(3)
- Emil Hauser, violinista e docente ungherese (Budapest, n. 1893 - Israele, † 1978)
- Emil Młynarski, violinista, docente e direttore d'orchestra polacco (Kybartai, n. 1870 - Varsavia, † 1935)
- Emil Telmányi, violinista, insegnante e direttore d'orchestra ungherese (Arad, n. 1892 - Holte, † 1988)

## Violoncellisti(1)
- Emil Klein, violoncellista e direttore d'orchestra rumeno (Roman, n. 1955 - Reggio Emilia, † 2004)